# Rajd Genewy 1960
Rajd Genewy 1960 (29. Rallye International de Genève) – 29. edycja rajdu samochodowego Rajdu Genewskiego rozgrywanego w Szwajcarii. Rozgrywany był od 7 do 9 kwietnia 1960 roku. Była to druga runda Rajdowych Mistrzostw Europy w roku 1960.

## Klasyfikacja rajdu
| Miejsce                     | Kierowca                    | Pilot                       | Samochód                    | Czas                        | Strata                      |                             |
| Klasyfikacja generalna, ERC | Klasyfikacja generalna, ERC | Klasyfikacja generalna, ERC | Klasyfikacja generalna, ERC | Klasyfikacja generalna, ERC | Klasyfikacja generalna, ERC | Klasyfikacja generalna, ERC |
| --------------------------- | --------------------------- | --------------------------- | --------------------------- | --------------------------- | --------------------------- | --------------------------- |
| 1.                          | Roger de Lageneste          | Henri Greder                | Alfa Romeo Giulietta        |                             | 0.0                         |                             |
| 2.                          | René Trautmann              | Jean-Claude Ogier           | Citroën ID 19               |                             |                             |                             |
| 3.                          | Jean-Pierre Schild          | Jean Briffaud               | Alfa Romeo Giulietta        |                             |                             |                             |
| 4.                          | Eberhard Mahle              | Roland Ott                  | Mercedes-Benz 220 SEb W111  | 1:00                        |                             |                             |
| 5.                          | Walter Schock               | Rolf Moll                   | Mercedes-Benz 220 SE        | 1:00                        | +0                          |                             |
| 6.                          | Jacques Rey                 | André Guilhaudin            | Alfa Romeo Giulietta        | 1:00                        | +0                          |                             |
| 7.                          | Siegfried Eikelmann         | Hermann Kühne               | Auto Union 1000             | 2:00                        | +1:00                       |                             |
| 8.                          | Pat Moss-Carlsson           | Ann Wisdom-Riley            | Austin-Healey 3000          | 2:00                        | +1:00                       |                             |
| 9.                          | Hans Tak                    | Rob Gorris                  | Mercedes-Benz 220 SE        | 2:00                        | +1:00                       |                             |
| 10.                         | Gunnar Andersson            | Jag                         | Volvo PV 544                | 3:00                        | +2:00                       |                             |